# Snekke (mekanik)
 For alternative betydninger, se Snekke. (Se også artikler, som begynder med Snekke)
En snekke (eller et snekkedrev) er en udveksling mellem et tandhjul og en gevindstang: Tandhjulets tænder (som er formgivet specielt til formålet) går i indgreb med fremspring og fordybninger i stangens gevind, sådan at hjulet drejes én tand frem (eller tilbage) for hver hele omdrejning gevindstangen foretager sig.
Snekkedrev har ofte et stort udvekslingsforhold mellem gevindstang og tandhjul: én omdrejning af hjulet modsvares af måske hundredvis af omdrejninger af gevindstangen. I det tilfælde er tandhjulets position låst, når gevindstangen ophører med at dreje.
En anden konstruktion er set anvendt i biler og i modelbanelokomotiver: Både snekke og gevindstang er skåret med en større hældning (typisk 45°), så påløb (at snekken driver gevindstangen) er muligt.
- Normalt snekkedrev
- Snekkegearing med påløb